# Indianthus virgatus
Indianthus
Genre
Espèce
Indianthus virgatus, unique représentant du genre Indianthus, est une espèce de plantes monocotylédones de la famille des Marantaceae.
C'est un géophyte rhizomateux qui pousse principalement dans le biome tropical humide.
Cette plante est native de l'Inde, du Sri Lanka et des îles Andaman,.

## Systématique

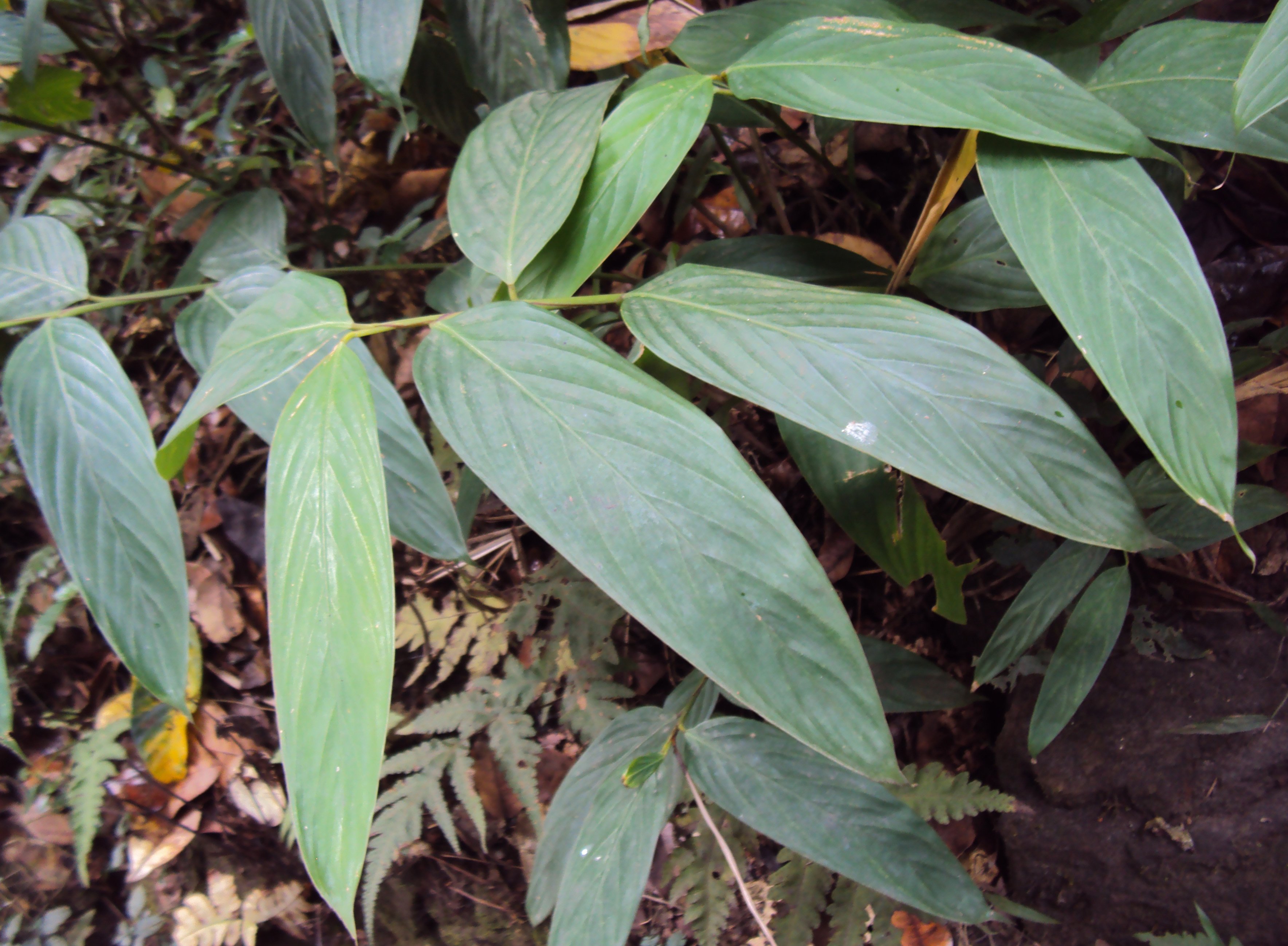
Rameau feuillu.

Le genre Indianthus a été créé en 2009 par Piyakaset Suksathan (d) et Finn Borchsenius (d).
L'espèce Indianthus virgatus (Roxb.) Suksathan & Borchs. a été initialement classée dans le genre Phrynium sous le basionyme Phrynium virgatum Roxb..
Indianthus virgatus a pour synonymes :
- Arundastrum virgatum (Roxb.) Kuntze
- Clinogyne virgata (Roxb.) Benth. & Hook.f.
- Donax virgata (Roxb.) K.Schum.
- Maranta virgata (Roxb.) A.Dietr.
- Maranta virgata (Roxb.) Wall.
- Maranta virgata (Roxb.) Wight
- Phrynium virgatum Roxb.
- Phyllodes virgata (Roxb.) Kuntze
- Schumannianthus virgatus (Roxb.) Rolfe